# O Que Há de Novo, Scooby-Doo?
What's New, Scooby-Doo? (O Que Há de Novo, Scooby-Doo? no Brasil e em Portugal) é a nona encarnação da série animada do Scooby-Doo produzida pela Warner Bros. Animation e exibida nas manhãs de sábado. 
Foi a primeira produção após a morte de William Hanna, parceiro de longa data de Barbera, e também foi a primeira após o encerramento e absorção do estúdio Hanna-Barbera pela Warner Bros. Animation em março de 2001. O estúdio é ainda creditado como detentor dos direitos autorais, e foi a primeira série que Joseph Barbera trabalhou na WBA, sendo produtor executivo.
Baseada no antigo desenho animado, Scooby-Doo, Where Are You!, a série é transmitida pelo Cartoon Network e "Kids' WB", no Brasil é de responsabilidade do Cartoon Network (2003-2015) e SBT (2015-2017) presente ainda, sendo exibida pelo tradicional programa Bom Dia & Cia. Em Portugal, a série foi emitida pelo Panda Biggs de 29 de Outubro de 2012 até meados de 2014.

## Sinopse
A série mostra a turma do Scooby-Doo ainda com suas habilidades de resolver mistérios, agora eles resolvem mistérios mundo afora utilizando tecnologia de ponta e viajam em diversos países e diversos lugares como um Parque de diversões, praias, pólo sul, acampamentos e muitos.

## Episódios
| Temporada | Temporada | Episódios | Estreia da Temporada   | Final da Temporada    |
| --------- | --------- | --------- | ---------------------- | --------------------- |
|           | 1         | 14        | 14 de Setembro de 2002 | 22 de Março de 2003   |
|           | 2         | 14        | 12 de Setembro de 2003 | 31 de Outubro de 2004 |
|           | 3         | 14        | 21 de Janeiro de 2005  | 20 de Maio de 2005    |

## Elenco
- Scooby-Doo: Frank Welker
- Salsicha Rogers: Casey Kasem
- Velma Dinkley: Grey Griffin
- Daphne Blake: Mindy Cohn
- Fred: Frank Welker

### Dublagem
- Estúdio: Cinevideo
- Scooby-Doo: Orlando Drummond
- Salsicha Rogers: Mário Monjardim
- Velma Dinkley: Nair Amorim
- Daphne Blake: Juraciara Diacovo
- Fred: Peterson Adriano